# Traumatisme contondant
 Mise en garde médicale
Un traumatisme contondant, également connu sous le nom de traumatisme par objet contondant ou traumatisme non pénétrant, est un traumatisme physique ou une force d'impact sur une partie du corps, se produisant souvent lors d'un accident de la route, un coup direct, une agression, une blessure lors d'une activité sportive, et en particulier chez les personnes âgées qui tombent,. Cela s'oppose au traumatisme pénétrant qui se produit lorsqu'un objet perce la peau et pénètre dans un tissu du corps, créant une plaie ouverte et une ecchymose.
Un traumatisme contondant peut entraîner des contusions, des écorchures, des lacérations, des hémorragies internes, des fractures osseuses, ainsi que la mort.
Dans le monde, les traumatismes, dont la plupart sont dus à des traumatismes contondants, sont une cause importante d'invalidité et de décès chez les personnes de moins de 35 ans.

## Classification

### Traumatisme abdominal contondant

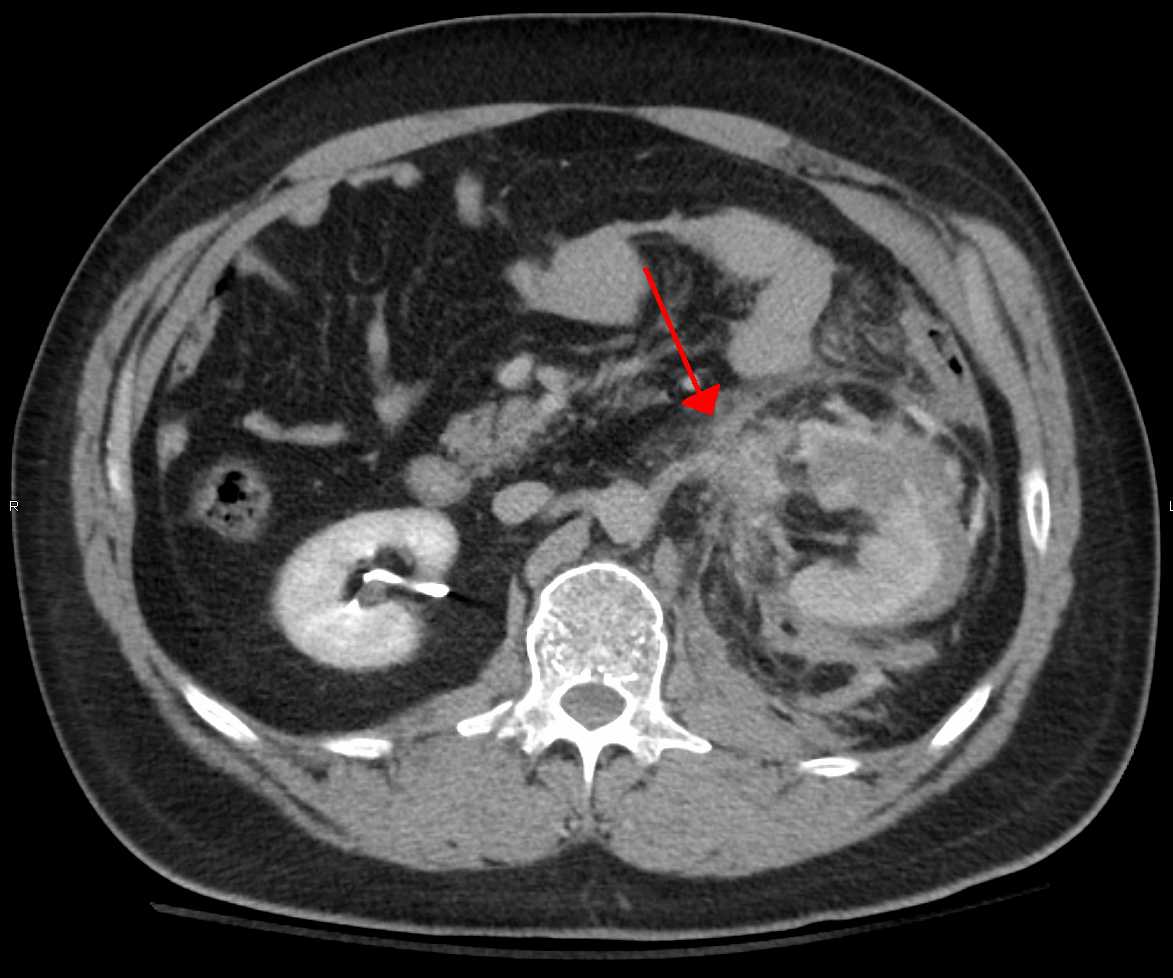
CT abdominal montrant une lésion de l'artère rénale gauche

Le traumatisme abdominal contondant (TAC) représente 75 % de tous les traumatismes contondants et constitue l'exemple le plus courant de cette blessure. 75 % des TAC surviennent lors des accidents de la route, dans lesquels une décélération rapide peut propulser le conducteur contre le volant, le tableau de bord ou la ceinture de sécurité, provoquant des contusions dans les cas moins graves, ou la rupture d'organes internes en raison d'une brève augmentation de la pression intraluminale dans les cas les plus graves, en fonction de la force appliquée. Au début, il peut y avoir peu d'indications que des lésions abdominales internes graves se sont produites, ce qui rend l'évaluation plus difficile et exige un haut degré de suspicion clinique.
Deux mécanismes physiques de base entrent en jeu dans le risque de lésion des organes intra-abdominaux : la compression et la décélération. Le premier résulte d'un coup direct, tel qu'un coup de poing, ou d'une compression contre un objet non flexible tel qu'une ceinture de sécurité ou une colonne de direction. Cette force peut déformer un organe creux, augmenter sa pression intraluminale ou interne et éventuellement conduire à sa rupture.
La décélération, en revanche, provoque un étirement et un cisaillement aux points d'ancrage du contenu mobile de l'abdomen, comme l'intestin. Cela peut provoquer une déchirure du mésentère de l'intestin et des lésions des vaisseaux sanguins qui parcourent le mésentère. Des exemples classiques de ces mécanismes sont une déchirure hépatique le long du ligament rond et des lésions des artères rénales.